# Helicia yangchunensis
Helicia yangchunensis är en tvåhjärtbladig växtart som beskrevs av Hua Shing Kiu. Helicia yangchunensis ingår i släktet Helicia och familjen Proteaceae. Inga underarter finns listade i Catalogue of Life.